# Saison 1 de FBI : Portés disparus
Chronologie
Saison 2
Cet article présente les résumés des épisodes de la première saison de la série télévisée FBI : Portés disparus (Without a Trace).

## Distribution

### Acteurs principaux
- Anthony LaPaglia (VF : Michel Dodane) : John Michael « Jack » Malone
- Marianne Jean-Baptiste (VF : Pascale Vital) : Vivian « Viv » Johnson
- Poppy Montgomery (VF : Rafaele Moutier) : Samantha « Sam » Spade
- Enrique Murciano (VF : Olivier Jankovic) : Danny Taylor, né Alvarez
- Eric Close (VF : Guillaume Lebon) : Martin Fitzgerald

### Acteurs récurrents et invités
- Talia Balsam : Maria Malone (7 épisodes)
- Laura Marano : Kate Malone (8 épisodes)
- Vanessa Marano : Hanna Malone (12 épisodes)
- Lynn Whitfield : Paula Van Doran (6 épisodes)
- David Henrie : Gabe Freedman (épisode 2)
- Kaitlin Doubleday : Eve Cleary / Becky Radowski (épisode 4)
- Charles S. Dutton : Chet Collins (épisode 4 et 13)
- Blake Bashoff : Patrick McCullough (épisode 5)
- Tyler Posey : Robert (épisode 6)
- Elizabeth Banks : Clarissa Walters (épisode 7)
- Marin Hinkle : Angela Buckman (épisode 7)
- Kim Rhodes : Polly (épisode 8)
- Tomas Arana : Chuck (épisode 10)
- Judith Hoag : Carol Miller (épisode 11)
- Alia Shawkat : Siobhan Arintero (épisode 11)
- Rosalind Chao : Mme Collins (épisode 13)
- Sarah Rafferty : Dr Patty Morrison (épisode 14)
- Veronica Cartwright : Mme Beckworth (épisode 15)
- Amber Tamblyn : Claire Metcalf (épisode 16)
- Shailene Woodley : Claire jeune (épisode 16)
- Michelle Krusiec : Kam Li (épisode 17)
- Ernie Hudson : Manny Aybar (épisode 17)
- Sam Anderson : Député Whitehurst (épisode 17)
- Christian Camargo : Freddy Katan (épisode 18)
- Gretchen Egolf : Vanessa Thompson (épisode 18)
- Patrick Fabian : Rob Summers (épisode 18)
- Michael Emerson : Stuart Wesmar (épisode 19)
- Christopher Gorham : Josh Abrams (épisode 19)
- Betsy Brandt : Libby (épisode 22 et 23)
- Carter Jenkins : Kyle (épisode 22)

## Généralités
La saison a été diffusée en France du 7 juillet 2004 au 3 août 2005 sur France 2.

## Épisodes

### Épisode 1:Une vie rangée
- États-Unis : 26 septembre 2002 sur CBS
- France : 7 juillet 2004 sur France 2

- États-Unis : 16,21 millions de téléspectateurs(première diffusion)
- France : 6,5 millions de téléspectateurs[1](première diffusion)

- Arija Bareikis (Maggie Cartwright)
- Thom Barry (Frankie)
- Bruce Davison (Paul Cartwright)
- Rosemary Forsyth (Nancy Highsmith)
- Zach Grenier (Ricardo)
- Noel Gugliemi (Chico)
- Taylor Nichols (Tom Wilkins)
- Stephen Snedden (Brian Daugherty)
- Bradford Tatum (Bartholomew Higgins)

### Épisode 2:L'Anniversaire
- États-Unis : 3 octobre 2002 sur CBS
- France : 7 juillet 2004 sur France 2

- États-Unis : 14,53 millions de téléspectateurs (première diffusion)
- France : 6 millions de téléspectateurs[1](première diffusion)

- Michael Esparza (Wally)
- Megan Gallagher (Mme Freedman)
- Brad Grunberg (Sal)
- David Henrie (Gabe Freedman)
- Joanna Lipari (Mme Cannon)
- Carmen Molinari (Maria Flores)
- David Paymer (Bob Freedman)
- Adam Pilver (Dearborn)
- David Raibon (Lincoln)
- Jeff Ricketts (Propriétaire du cyber-café)
- Kerris Seward (Bones)
- Steve Tancora (Contrôleur judiciaire)

### Épisode 3:Témoignages
- États-Unis : 10 octobre 2002 sur CBS
- France : 14 juillet 2004 sur France 2

- États-Unis : 15,94 millions de téléspectateurs (première diffusion)
- France : 5,3 millions de téléspectateurs[2](première diffusion)

- Lou Cutell (Henry)
- Stacy Edwards (Emily Muller)
- Robert L. Gibson (Jeff Blye)
- Linda Kerns (Wilma)
- Michael Monks (Peter Murphy)
- Baadja-Lyne Odums (Adams)
- Rick Ravanello (Brad Dunsmore)
- Robert Rigamonti (Kyle)
- Angela Sargeant (Amy)
- Kyle Secor (Duncan Muller)
- Roz Witt (Ethel Robbins)

### Épisode 4:Vies perdues
- États-Unis : 17 octobre 2002 sur CBS
- France : 21 juillet 2004 sur France 2

- États-Unis : 14,84 millions de téléspectateurs (première diffusion)
- France : 5,1 millions de téléspectateurs[2](première diffusion)

- Joshua Biton (Tommy)
- Jay Christianson (Victor Fallon)
- Kaitlin Doubleday (Eve Cleary / Becky Radowski)
- Charles S. Dutton (Chet Collins)
- Sven Holmberg (Shem)
- Lamont Johnson (Musef)
- Brent King (Brady)
- Lily Knight (Alice Radowski)
- John Livingston (Alex)
- Benita Krista Nall (Rina Sanderson)
- Susan Slome (Tracy)
- Alex Veadov (Goran Davitz)

### Épisode 5:Suspect
- États-Unis : 24 octobre 2002 sur CBS
- France : 4 août 2004 sur France 2

- États-Unis : 15,75 millions de téléspectateurs (première diffusion)

- Blake Bashoff (Patrick McCullough)
- Marlene Brehm (Phoene Burnell)
- Kathleen Garrett (Mme Deaver)
- Jared Hillman (Andy Deaver)
- Matt Koruba (Ray)
- Harris Laskawy (Juge Adderley)
- Conor O'Farrell (Graham Spaulding)
- Glenn Taranto (Marconi)

### Épisode 6:Faire son devoir
- États-Unis : 31 octobre 2002 sur CBS
- France : 14 juillet 2004 sur France 2

- États-Unis : 15,5 millions de téléspectateurs

- Angela Alvarado Rosa (Amalia Kent)
- Erich Anderson (Patrick Kent)
- Benjamin Benitez (Luis)
- Colleen Flynn (Katherine Kent)
- Philip Baker Hall (Noah Ritter)
- Matthew Kaminsky (Goldin)
- Tara Killian (Paula)
- Danielle Kuhn (Elissa)
- Michael O'Neill (Thomas Shannon)
- Tyler Posey (Robert)
- Lou Richards (Thompkins)

### Épisode 7:Un vide immense
- États-Unis : 7 novembre 2002 sur CBS
- France : 28 juillet 2004 sur France 2

- États-Unis : 14,57 millions de téléspectateurs

- Elizabeth Banks (Clarissa Walters)
- Tamara Bick (Mme Stephens)
- Melody Butiu (Rosa)
- Cris D'Annunzio (Bruce)
- Jessa French (Zoé)
- April Grace (Délia Rivers)
- Marin Hinkle (Angela Buckman)
- Jeff Hohimer (Eric)
- John Mese (Matthew Buckman)
- Steve O'Connor (M. Stephens)
- Shirley Roeca (Maria)
- Jason Matthew Smith (Colin Foley)

### Épisode 8:Grand Frère
- États-Unis : 14 novembre 2002 sur CBS
- France : 11 août 2004 sur France 2

- États-Unis : 15,41 millions de téléspectateurs

- Marcus Andrews (Keith Reid)
- Jon Curry (Ellis)
- Denise Dowse (en) (Mme Ray)
- Monty Freeman (Butchie)
- John Lafayette (Mike Ray)
- Kevin Mukherji (Mishra)
- Dempsey Pappion (William Hope)
- Neko Parham (Aaron)
- Brandy Rainey (Tasha)
- Kim Rhodes (Polly)
- Freda Foh Shen (Irène Taft)
- Manny Suarez (Bradley Travis)

### Épisode 9:Préjugés
- États-Unis : 21 novembre 2002 sur CBS
- France : 28 juillet 2004 sur France 2

- États-Unis : 13,94 millions de téléspectateurs

- Ammar Daraiseh (Kamal)
- John Finn (Abner Harrington)
- James Handy (Dr Falk)
- Dariush Kashani (Dr Anwar Samir)
- Linda Lawson (Mme Janey)
- Deirdre Lovejoy (Mme Peterson)
- John Maynard (Lenny)
- Joey Naber (Salvatore)
- Amy Ryder (Infirmière Jackson)
- Heather Stephens (Lindsay Randall)

### Épisode 10:Le Soleil de minuit
- États-Unis : 12 décembre 2002 sur CBS
- France : 21 juillet 2004 sur France 2

- États-Unis : 14,83 millions de téléspectateurs

- Tomas Arana (Chuck)
- Brett Cullen (Greg Pritchard)
- Magda Harout (Connie)
- Bryn Lauren Lemon (Kyla Pritchard)
- Ion Overman (Alice / Denise)
- Nigel Thatch (Quince)
- Gwen Van Dam (Emma)
- Dana Wheeler-Nicholson (Sarah Pritchard)

### Épisode 11:Une petite ville bien tranquille
- États-Unis : 9 janvier 2003 sur CBS
- France : 1er septembre 2004 sur France 2

- États-Unis : 16,34 millions de téléspectateurs

- Landry Allbright (Annie Miller)
- Carlos Alvarado (Miguel)
- Robert Curtis Brown (Barry Mitchum)
- Vito D'Ambrosio (Brandini)
- Louise Davis (Emma)
- Tom Gallop (Derek Trainer)
- Judith Hoag (Carol Miller)
- Colette Kilroy (Wanda)
- Alia Shawkat (Siobhan Arintero)
- Michaela Watkins (Marla)
- Daniel Zacapa (M. Arintero)

### Épisode 12:Course contre la montre
- États-Unis : 16 janvier 2003 sur CBS
- France : 18 août 2004 sur France 2

- États-Unis : 17,51 millions de téléspectateurs

- Alan Blumenfeld (Dr Kreutzer)
- Tara Buck (Julie)
- A.J. Buckley (Richie Dobson)
- Nicole DeHuff (Kathy Dobson)
- Laurel Holloman (Joan Wilson)
- Patrice Johnson (Molly)
- Natalija Nogulich (Rosalind Kandell)
- Jeffrey Pierce (Paul Dobson)
- Damara Reilly (Diane)
- John Rubinstein (Dr Feldman)
- Steve Ryan (Michael Pozzi)
- Mary Kay Wulf (Mme Pozzi)

### Épisode 13:La Quête impossible
- États-Unis : 30 janvier 2003 sur CBS
- France : 4 août 2004 sur France 2

- États-Unis : 16,59 millions de téléspectateurs

- Jeff Austin (Gene Clarkson)
- Rosalind Chao (Mme Collins)
- Charles S. Dutton (Chet Collins)
- Amy Povich (Belle)
- Kevin Richardson (Chris Jensen)
- Eja K. Robinson-Wong (Kelly)
- Jennifer Say Gan (Mme Parker)
- Chase Wheeler (Sean)
- David Grant Wright (Alex)

### Épisode 14:Un ciel sans nuages
- États-Unis : 6 février 2003 sur CBS
- France : 11 août 2004 sur France 2

- États-Unis : 15,03 millions de téléspectateurs

- Heather Donahue (Linda Schmidt)
- Josh Hopkins (Eric Keller)
- Harris Mann (Richard Morgan)
- Tim Matheson (Dr Aaron Morrison)
- Joel Polis (Joel Landers)
- Sarah Rafferty (Dr Patty Morrison)
- James Sie (Walter Hagan)
- Tasha Smith (Véronica)
- Allan Wasserman (Carter Banes)
- David Youse (Dr Franklin)

### Épisode 15:Adieu la mariée
- États-Unis : 20 février 2003 sur CBS
- France : 29 mai 2005 sur France 2

- États-Unis : 17,54 millions de téléspectateurs

- MacKenzie Astin (Charles Beckworth)
- Paul Carafotes (Kévin Yates)
- Veronica Cartwright (Mme Beckworth)
- Herman Chaves (José)
- Eyal Podell (Stanton)
- Timothy Landfield (Graham Walker)
- Erick Lassiter (Randy)
- Kelly Overton (Audrey Rose)
- Lawrence Pressman (M. Beckworth)
- Lauren Stamile (Jessica)
- Michael C. Williams (Brad)

### Épisode 16:Claire de lune
- États-Unis : 13 mars 2003 sur CBS
- France : 3 août 2005 sur France 2

- États-Unis : 18,8 millions de téléspectateurs

- Robert Clohessy (Dave Brummond)
- Aria Noelle Curzon (Sandra)
- Jessica Lundy (Docteur Covington)
- Allison Mackie (Kate)
- Scott Paulin (Lawrence Metcalf)
- Amber Tamblyn (Claire Metcalf)
- Phillip Van Dyke (Dylan Lincoln)
- Shailene Woodley (Claire, jeune)

### Épisode 17:Une question d'honneur
- États-Unis : 27 mars 2003 sur CBS
- France : 18 août 2004 sur France 2

- États-Unis : 15,38 millions de téléspectateurs

- Sam Anderson (Député Whitehurst)
- Ray Baker (Victor Fitzgerald)
- Charlie Bodin (Whitehurst, jeune)
- Sarah Brown (Tess Balkin)
- Steve Eastin (Sergent John "Bull" Carver)
- Troy Evans (Plessac)
- Scott Helms (Sykes, jeune)
- Ernie Hudson (Manny Aybar)
- Amad Jackson (Sergent Lewis)
- Michelle Krusiec (Kam Li)
- Phil LaMarr (Tom Lewis, Jr)
- Cleandré Norman (Aybar, jeune)
- William Sanderson (Wallace Sykes)

### Épisode 18:La Source
- États-Unis : 3 avril 2003 sur CBS
- France : 25 août 2004 sur France 2

- États-Unis : 13,78 millions de téléspectateurs

- Talia Balsam (Maria Malone)
- Mañe Andrew (Winston)
- Dan Butler (David Wilkins)
- Christian Camargo (Freddy Katan)
- James DiStefano (Sal Barrone)
- Robert Dolan (George Dunlop)
- Gretchen Egolf (Vanessa Thompson)
- Patrick Fabian (Rob Summers)
- April Grace (Délia Rivers)
- Josh Hopkins (Eric Keller)

### Épisode 19:Une victoire pour l'humanité
- États-Unis : 10 avril 2003 sur CBS
- France : 25 août 2004 sur France 2

- États-Unis : 17,54 millions de téléspectateurs

- Jeff D'Agostino (Cal Fuller)
- Michael Emerson (Stuart Wesmar)
- Christopher Gorham (Josh Abrams)
- Christine Healy (Mme Abrams)
- Tommy Hinkley (Gary Fuller)
- Robert Joy (M. Abrams)
- Mimi Michaels (Teri Fuller)
- Mailon Rivera (Panda Bleu)
- Michael Saucedo (Mace Williams)
- Brent Schraff (Rich)
- Sarah Sido (Carmen)
- Ashleigh Ann Wood (Riley)

### Épisode 20:Coups bas
- États-Unis : 24 avril 2003 sur CBS
- France : 3 août 2005 sur France 2

- États-Unis : 14,02 millions de téléspectateurs

- Ian Barford (Chambers)
- Dwayne L. Barnes (André Jones)
- Bodhi Elfman (Chris Roland)
- Davis Henry (Dante Jones)
- Mike Starr (Gil)

### Épisode 21:Enquête interne
- États-Unis : 1er mai 2003 sur CBS
- France : 1er septembre 2004 sur France 2

- États-Unis : 12,64 millions de téléspectateurs

- Ray Baker (Victor Fitzgerald)
- Christina Chang (Mme Rossi)
- Jared Hillman (Andy Deaver)
- Frank John Hughes (Agent Jason Farrell)
- Thomas Vincent Kelly (Hurst)
- Harris Laskawy (Juge Adderley)
- Conor O'Farrell (Graham Spaulding)

### Épisode 22:Retombées(1/2)
- États-Unis : 8 mai 2003 sur CBS
- France : 8 juin 2005 sur France 2

- États-Unis : 14,92 millions de téléspectateurs

- Marsha Dietlein Bennett (en) (Sydney Harrison)
- Betsy Brandt (Libby)
- Tom Irwin (Barry Mashburn)
- Carter Jenkins (Kyle)
- Michelle Anne Johnson (Fran)
- Shelley Malil (Ahmed)
- Scott Mosenson (Jim Thatcher)
- Steven Nelson (Ted)
- Jill Remez (Cheryl)

### Épisode 23:Retombées(2/2)
- États-Unis : 15 mai 2003 sur CBS
- France : 8 juin 2005 sur France 2

- États-Unis : 15,66 millions de téléspectateurs

- Marsha Dietlein Bennett (en) (Sydney Harrison)
- Betsy Brandt (Libby)
- Steffani Brass (Wendy)
- Thomas Curtis (Peter)
- Tom Irwin (Barry Mashburn)
- Michelle Anne Johnson (Fran)
- Steven Nelson (Ted)